# آرمادیلو اروسپیس
آرمادیلو اروسپیس (انگلیسی: Armadillo Aerospace) شرکت هوافضای آمریکایی است، که در سال ۲۰۰۰ توسط جان کارمک تأسیس شد.